# Angels Advocate Tour
Tournées par Mariah Carey
The Adventures of Mimi Tour
(2006) The Elusive Chanteuse Show
(2014)
Angels Advocate Tour est la septième tournée de l'artiste américaine Mariah Carey. Cette tournée doit promouvoir l'album Memoirs of an Imperfect Angel et quelques chansons de ses albums précédents. Elle visite l'Amérique, l'Afrique et l'Asie. Débutant le 31 décembre 2009, elle comporte 23 concerts en Amérique du Nord et une dans les autres continents.